# بن فلدمن (هنرپیشه)
بن فلدمن (انگلیسی: Ben Feldman؛ زادهٔ ۲۷ مهٔ ۱۹۸۰) یک هنرپیشه اهل ایالات متحده آمریکا است. وی از سال ۲۰۰۳ میلادی تاکنون مشغول فعالیت بوده‌است.
از فیلم‌ها یا برنامه‌های تلویزیونی که وی در آن نقش داشته است می‌توان به زندگی با فرن و راهنمای گردشگران به‌سوی عشق اشاره کرد.